# S.i.K.
S.i.K. ist eine im Juni 1991 gegründete Punkrockband aus Winnenden, Baden-Württemberg.

## Geschichte
Die Punkrockband wurde im Juni 1991 durch Andi, Fraggle, Jürgen und Manu gegründet und beschäftigt sich oft mit alltäglichen und politischen Themen. Der Name S.i.K. stand ursprünglich für Sex im Kaugummiautomat. Aktuell haben die Buchstaben aber keine Bedeutung und werden von vielen Leuten unterschiedlich interpretiert.

## Inhaltliches Profil
Inhaltlich beschäftigt sich die Band überwiegend mit politischen Themen wie z. B. Krieg, Kurdistan, Ungerechtigkeiten durch zu strenge Gesetze und Ausländerfeindlichkeit.
In Liedern wie Europa, Gerechtigkeit oder Kein Sex vor der Rente wird die Obrigkeit angeprangert. Aber auch alltägliche Dinge werden besungen, z. B. in Zeiten ändern sich, Freunde oder Hängematte.
Die Band gründete 1994 ihr eigenes Label Nix-Gut Records um unabhängige Musik machen zu können. Dieses Label vergrößerte sich im Laufe der Jahre zu einem der größten Punkmailorder und Label in Deutschland.

## Diskografie

### Alben
- 1995: Vergiß es! (Nix-Gut Records)
- 1998: Keine Frage (Nix-Gut Records)
- 2002: Zeiten ändern sich (Nix-Gut Records)
- 2009: Hältst du still?! (Nix-Gut Records)
- 2013: Schnauze voll (Nix-Gut Records)

### Sonstiges
- 1993: Kanonenpower (Demo-Tape; Selbstprod.)